# ديفيد بوس
ديفيد بوس (بالإنجليزية: David Buss)‏ (مواليد 14 إبريل من عام 1953) هو عالم نفس تطويري في جامعة تكساس في أوستن ومُنظر وباحث في الاختلافات الجنسية بين البشر في اختيار الشريك.

## السيرة الذاتية
حصل بوس على درجة الدكتوراه في علم النفس من جامعة كاليفورنيا في بيركلي عام 1981. وقبل تعيينه أستاذًا في جامعة تكساس، عمل أستاذًا مساعدًا لمدة أربع سنوات في جامعة هارفرد، وأستاذًا في جامعة ميشيغان لمدة أحد عشر عامًا.
تشمل المواضيع الأساسية في بحثه استراتيجيات تزاوج الذكور، والصراع بين الجنسين، والوضع الاجتماعي، والسمعة الاجتماعية، والهيبة، ومشاعر الغيرة، والقتل، وأساليب الإفلات من القتل، والمطاردة. تناول كل هذا من منظور تطوري. ألّف بوس أكثر من 200 مقال علمي وفاز بالعديد من الجوائز، بما في ذلك جائزة التميز العلمي من جمعية علم النفس الأمريكية، لإسهاماته المبكرة في علم النفس في عام 1988، وقد عيُّن كمحاضر في قاعة جرانفيل ستانلي هال بجمعية علم النفس الأمريكية في عام 1990.
ألف بوس العديد من الكتب والمطبوعات، بما في ذلك: تطور الرغبة، الشغف الخطير، القاتل المجاور، الذي يقدم نظرية جديدة للقتل من منظور تطوري. ألّف أيضًا كتاب «علم النفس التطوري: العلم الجديد للعقل» الذي صدرت طبعته الرابعة في عام 2011. في عام 2005، حرر بوس أحد المجلدات المرجعية: دليل علم النفس التطوري. اشترك مع سيندي ميستون في تأليف كتابه الأخير لماذا تمارس المرأة الجنس.
شارك بوس في أبحاث ودراسات موسعة للتبادلات الثقافية داخل الولايات المتحدة.

## وتيرة مفهوم التصرف
محاولات تحديد الظروف المحددة لسمة شخصية معينة ومحاولة حصر جميع الأعمال التي تحدد سمات حاملها بشكل شامل لم تكن ناجحة في تقديم تعريفات دقيقة للمصطلحات المتعلقة بالخصائص (مثل »الخلاق« و»الظريف» و»الطموح«). فالسؤال الذي يحدد بالضبط شجاعة الفرد، على سبيل المثال، هو سؤال مفتوح، وهناك صعوبة أخرى تتمثل في قياس مدى تأصل الصفة في الفرد.
كحل لهذه المشكلات في تعريف وقياس السمات، اقترح بوس و ك. إتش. كرايك، إدخال نظرية النموذج الأولي في علم نفس الشخصية. أولًا، يطلب من مجموعة من الأشخاص سرد الأعمال التي سيظهرها الشخص الذي يحمل الصفة المعنية. بعد ذلك يطلب من مجموعة مختلفة من الأشخاص تسمية تلك الأفعال الأكثر شيوعًا لهذه الصفة من تلك القائمة. يُجرى القياس عن طريق حساب عدد المرات (خلال فترة زمنية محددة) التي يقوم فيها مستلفت بأفعال متشابهة.

## استراتيجيات التزاوج قصيرة وطويلة المدى
أحد عناصر أبحاث ديفيد بوس هو دراسة الاختلافات في اختيار شريك ما بين استراتيجيات التزاوج قصيرة وطويلة الأمد، إذ يختلف الأفراد في تفضيلاتهم إما لاستراتيجية الارتباط القصيرة أو الطويلة المدى (أي ما إذا كانوا يبحثون عن «علاقة مؤقتة» أو عن علاقة جدية). وتحدد قائمة غانغستاد وسيمبسون للتوجه الاجتماعي (إس أُو آي) ما إذا كان الشخص يفضل إستراتيجية قصيرة أو طويلة الأمد (وتسمى أيضًا بأنها غير مقيدة ومقيدة). وتشير أعلى درجات «إس أُو آي» إلى اتجاه أقل تقييدًا، وبالتالي ميل لاختيار علاقة قصيرة الأمد.
أجرى ديفيد بوس وزملاؤه دراسة حاولت الكشف عن مكمن الأولويات -في ما يتعلق بالعوامل المحددة للجاذبية- في استراتيجيات التزاوج قصيرة وطويلة الأمد. من أجل القيام بذلك، تحددت استراتيجيات التزاوج للمشاركين باستخدام «إس أُو آي»، واختار كل مشارك ما إذا كان يفضل علاقة طويلة أو قصيرة الأمد، ثم أعطي كل فرد خيار الكشف عن الوجه أو الجسم من صورة لشخص من الجنس الآخر. وجد ديفيد بوس وزملاؤه أن التوجه الاجتماعي أو إستراتيجية التزاوج المفضلة أثرت على أي جزء من الصورة المعروضة. اختار الرجال الذين يفضلون علاقة قصيرة الأمد الكشف عن جسد المرأة، في حين اختار الرجال، الذين يفضلون علاقة طويلة الأمد، الكشف عن وجه المرأة. وجد ديفيد بوس وزملاؤه أن استراتيجيات التزاوج المفضلة لدى النساء ليس لها أي علاقة مع أي جزء من الصورة المعروضة ولكن كان له علاقة بالجوانب النفعية التي لها معنى في ما يتعلق بالموارد الداعمة والموثوقة، الصحة والجَلد. ويبدو أن الجاذبية، من وجهة نظر الذكور، تستند إلى إشارات الوجه عند البحث عن علاقة طويلة الأمد، والإشارات الجسدية عند البحث عن علاقة قصيرة الأمد لأنها مرتبطة بالصحة والقدرة التناسلية. ووجدوا أيضًا أن الرجال أظهروا تلكؤًا أكثر من النساء عند اختيار علاقة طويلة الأجل أكثر مما أظهروه عند اختيار علاقة قصيرة الأمد، متأثرين بفرديتهم وتصوراتهم عن المنفعة والرغبة في استبدال الشريك. تُثري هذه النتائج أبحاث ديفيد بوس من خلال إظهار الاختلافات في استراتيجيات التزاوج عبر نوع العلاقة المفضل.

## الاختلافات الجنسية
يفترض بوس أن الرجال والنساء واجهوا تحديات شتى ليتأقلمو عبر تاريخ البشرية، والتي تشكل الفوارق السلوكية في الذكور والإناث اليوم. واجهت النساء تحديات البقاء على قيد الحياة خلال فترة الحمل والرضاعة، ثم تربية الأطفال. على النقيض من ذلك، واجه الرجال تحديات عدم اليقين في الأبوة وما يرتبط بها من خطر سوء تخصيص الموارد الأبوية وزيادة النسل، التي سيورثها مع جيناتهم. إذ يمكن أن يحدث التلقيح عن طريق أي شريك تزاوج للإناث، ولا يمكن أن يكون الذكور على يقين تام أن الطفل الذي يربونه من صلبهم.
لحل معضلة التكيف الأنثوي، تختار الإناث زملاءها المخلصين والراغبين والقادرين على رعاية نسلها عن طريق توفير الموارد والحماية. تاريخيًا، عانت النساء اللائي كن أقل انتقائية من غيرهن من تدني نجاح واستقرار ذريتهن. ويحل الذكور معضلة التكيف المتمثلة في عدم اليقين الأبوي وسوء تخصيص الموارد عن طريق اختيار قريناته المماثلات له جنسيًا. ولتعظيم نسلهم، اعتمد الرجال إستراتيجية التزاوج على المدى القصير لجذب وتلقيح العديد من قريناته الخصبة بدلًا من قرينة واحدة على المدى الطويل.
دعم ديفيد بوس هذا المنطق التطوري بالبحث الذي يركز على الاختلافات الجنسية في استراتيجيات التزاوج. في دراسة متعددة الثقافات شملت 1047 شخصًا من 37 ثقافة مختلفة، سعى بوس في البداية إلى تحديد الخصائص المختلفة التي يبحث عنها كل جنس في شريكه. وفقًا لهذه النتائج، كان بوس قادرًا على افتراض الأسباب التطورية لهذه الاختلافات في التفضيلات. وجد بوس أن الرجال يولون أهمية كبيرة لفتوة الشباب. نظرًا لأن المظاهر الشبابية تشير إلى الخصوبة، ويسعى الرجال إلى زيادة عدد شركائهم القادرين على نقل جيناتهم، ويولون قيمة عالية لعلامات الخصوبة. وجد بوس أيضًا أن النساء يرغبن في الحصول على رفقاء أكبر سنًا. وقد افترض لاحقًا أن هذا يرجع إلى أن الذكور الأكبر سنًا يميلون إلى زيادة فرصهم في الحصول على مكانة اجتماعية أعلى؛ وقد يؤدي هذا الوضع الاجتماعي إلى مزيد من الموارد للمرأة وذريتها، وبالتالي يمكن أن يزيد من احتمال نجاح المرأة في الجنس والتكاثر.
وثمة مدى آخر يبدو فيه أن الجنسين يختلفان فيه اختلافًا كبيرًا وهو في ردهما على الخيانة الجنسية والعاطفية. وجد بوس أن النساء غيورة أكثر في ما يتعلق بالخيانة العاطفية بينما كان الرجال أكثر غيرة في ما يتعلق بالخيانة الجنسية. وقد دعم ذلك كمعيار عالمي بو اسطة دراسة بوس لعدة ثقافات. افترض الناقل أن النساء يجدن خيانة عاطفية أكثر تهديدًا لأنه يمكن أن يؤدي إلى فقدان المرأة للموارد التي اكتسبتها من ذلك الشريك والاضطرار إلى تربية الأطفال بمفردها. ثم افترض أن الرجال وجدوا الخيانة الجنسية أكثر تهديدًا لأنهم قد يخاطرون بإنفاق الموارد على طفل قد لا يكون من صلبهم.

## تفضيلات الشريك
أجرى بوس العديد من الدراسات التي قارنت تفضيلات الشركاء حسب عوامل مثل الجنس والوقت والآباء والأمهات مقابل النسل ونوع العلاقة. وقد أجرى أيضًا دراسة كبيرة تبحث في تفضيلات الشركاء على نطاق عالمي. فحص هو وتشانغ وشاكلفورد ووانغ بفحص عينة من الصين واكتشفوا أن الرجال يميلون أكثر من النساء إلى تفضيل السمات المتعلقة بالخصوبة، مثل الشباب والجاذبية الجسدية. يميل الرجال أيضًا إلى السمات التي يمكن اعتبارها قوالب نمطية أنثوية، بما في ذلك مهارة التدبير المنزلي. وكشفت دراسة مماثلة أجراها بيريلو وفلايشامان وبوس في الولايات المتحدة عن نفس الشيء، مع إضافة الرغبة في السمات الصحية والمبسطة والإبداعية/ الفنية. مع ذلك، تفضل النساء السمات المتعلقة بالموارد، مثل القدرة على الكسب الجيد، والوضع الاجتماعي، والتعليم والذكاء، والطموح والاجتهاد. تفضل النساء، أكثر من الرجال، صفات اللطف، والتفاهم، والمؤانسة، والاستقلالية، والاستقرار العاطفي، وشخصية مثيرة. وبالمثل، صنف آباء الأبناء بأنهم أكثر جاذبية بدنية من آباء البنات، وصنف آباء البنات بأنهم أكثر قدرة على الكسب الجيد والتعليم. وبشكل عام، يبدو أن هذه الفروق بين الجنسين في تفضيلات الشريك تعكس القوالب النمطية الجنسانية وكذلك نظريات علم النفس التطوري، والتي تنص على أن الرجال يفضلون الخصوبة على نقل جيناتهم، في حين أن النساء يفضلن الموارد لتوفير الأسرة.
على الرغم من أن كليهما مدفوعان بالحاجة إلى نقل جيناتهما، فإن الأهل لديهم غالبًا تفضيلات مختلفة في شركاء أبنائهم مقارنة مع ما يرغب فيه الأطفال أنفسهم. يميل الأبناء إلى تحديد شخصية جذابة بدنية ومثيرة أكثر من آبائهم، في حين وجد الآباء أن التدين واللطف والفهم والقدرة على الكسب عوامل أكثر أهمية. اختلف الآباء والبنات بشكل خاص في أن الوالدين يوليان اهتمامًا أكبر لصنع مدبرة منزل جيدة صحيًا ووراثيًا أعلى من بناتهن. تكهن المؤلفون أن الصحة كانت أكثر أهمية للوالدين لأن المخاوف بشأن المشاكل الصحية تميل إلى الزيادة في وقت لاحق في الحياة. يولي الآباء الدينَ أولوية أعلى من أطفالهم، ما يعكس فكرة أن الآباء يريدون صهرًا له قيم مماثلة لهم. وفي الوقت نفسه، كان تدين الأبناء ضعيف جدًا، ما يعكس عدم التدين في الأجيال الشابة.

## وصلات خارجية
- مختبر ديفيد بوس لعلم الأحياء التطوري - جامعة تكساس في أوستن (بالإنجليزية)